# Liste der Monuments historiques in Vic-des-Prés
Die Liste der Monuments historiques in Vic-des-Prés führt die Monuments historiques in der französischen Gemeinde Vic-des-Prés auf.

## Liste der Immobilien
| Bezeichnung               | Beschreibung                     | Standort               | Kennzeichnung | Schutzstatus | Datum | Bild           |
| ------------------------- | -------------------------------- | ---------------------- | ------------- | ------------ | ----- | -------------- |
| Kirche Sts-Pierre-et-Paul | aus dem 12. oder 13. Jahrhundert | Rue de l’Eglise (Lage) | PA00112719    | Classé       | 1910  | weitere Bilder |

## Liste der Objekte
| Bezeichnung                          | Beschreibung                          | Standort                                | Kennzeichnung | Schutzstatus | Datum | Bild |
| ------------------------------------ | ------------------------------------- | --------------------------------------- | ------------- | ------------ | ----- | ---- |
| Weihwasserbecken                     | Bronze, 15. Jahrhundert               | in der Kirche Sts-Pierre-et-Paul (Lage) | PM21002488    | Classé       | 1960  |      |
| Skulptur Petrus im päpstlichen Ornat | Holz, farbig gefasst, 16. Jahrhundert | in der Kirche Sts-Pierre-et-Paul (Lage) | PM21003915    | Inscrit      | 1989  |      |